# Weißohr-Bartvogel
Der Weißohr-Bartvogel (Stactolaema leucotis) ist eine Vogelart aus der Familie der Afrikanischen Bartvögel. Die Art kommt in Ostafrika vor. Es werden mehrere Unterarten unterschieden. Die IUCN stuft den Weißohr-Bartvogel als nicht gefährdet ein.

## Erscheinungsbild
Die Männchen der Nominatform erreichen eine Flügellänge von 8,8 bis 9,4 Zentimetern. Die Schnabellänge beträgt 1,8 bis 2,0 Zentimeter. Der Schwanz wird zwischen 5,0 und 5,4 Zentimeter lang. Weibchen haben ähnliche Körpermaße. Es besteht kein auffälliger Sexualdimorphismus. Individuen dieser Art wiegen zwischen 48 und 61 Gramm.
Männchen und Weibchen sind von der Stirn bis zum Nacken schwarzbraun, die Federn der Stirn bis zum mittleren Scheitel haben glänzend schwarze, lanzettförmige Spitzen. Ein weißer Streif verläuft über dem Auge, der am Ende etwas breiter wird und oberhalb der Ohrdecken und entlang den vorderen Nackenseiten verläuft. Die Kopfseiten, die Kehle und das Kinn sind schwarz, die Federn haben jeweils haarähnliche Spitzen. Die Körperoberseite ist schwarz und von der Mitte des Rückens bis zu den Oberschwanzdecken bräunlich überwaschen. Die Federn an den Bürzelseiten sowie die Oberschwanzdecken haben entweder weiße Federspitzen oder sind weiß gesäumt. Die Steuerfedern sind schwarzbraun, auf der Unterseite sind sie etwas matter. Die Körperunterseite ist von der Brust bis zu den Unterschwanzdecken weiß. Auch die hinteren Flanken sind weiß. Die Vorderbrust sowie die Körperseiten bis zu den Flanken sind braun bis schwarz. Der Schnabel ist schwarz. Die unbefiederte Haut rund um die Augen sind grau, die Augen sind braun. Die Füße und Beine sind schwarz bis graubraun. Jungvögel sind schwärzlicher als die adulten Vögel. Bei ihnen ist die unbefiederte Haut rund um die Augen noch fleischfarben.
Verwechslungsmöglichkeiten bestehen vor allem mit dem Spiegel-Bartvogel, der jedoch einen gelben Überaugstreif aufweist.

## Verbreitungsgebiet und Lebensraum
Das Verbreitungsgebiet des Weißohr-Bartvogels erstreckt sich vom Mount-Kenya-Massiv über den Südosten Kenias und die Hochebenen Tansanias, den Süden Malawis, den Osten Simbabwes über Swasiland bis in den Osten der Südafrikanischen Republik. Direkt an der Küste kommt er nur im Süden Mozambiks und in der südafrikanischen Provinz Natal vor. Regional trifft man ihn bis in Höhenlagen von 2600 Metern an.
Der Weißohr-Bartvogel ist ein regional häufiger Vogel, der überwiegend feuchte Wälder im Hochland besiedelt. Der Lebensraum muss große Bäume mit abgestorbenen Ästen aufweisen. Diese nutzt der Weißohr-Bartvogel, um seine Nist- und Ruhehöhlen anzulegen. Er kommt bevorzugt an Waldrändern und auf -lichtungen vor. Er nutzt auch Gärten und Sekundärwald, wo dieser an Primärwald angrenzt.

## Lebensweise
Das Nahrungsspektrum des Weißohr-Bartvogels besteht zu einem sehr großen Teil aus Früchten. Er frisst Feigen, Mangos, Guaven, Papau und Wacholderbeeren. Daneben werden Insekten aufgenommen. Dazu gehören Motten, Heuschrecken, Wespen, Hornissen, Kakerlaken und Libellen. Er frisst außerdem Spinnen.
Weißohr-Bartvögel sind soziale Vögel, die häufig auch mit anderen Afrikanischen Bartvögeln vergesellschaftet sind. Gegenüber Olivbartvögeln, Diadem-Bartvögeln und Bergbartvögeln ist der Weißohr-Bartvogel die dominante Art. Er ist auch die aufmerksamere Art, die potentielle Fressfeinde früher entdeckte und laut rufend warnt.
Weißohr-Bartvögel sind wie fast alle Bartvögel Höhlenbrüter. Die Nisthöhlen werden in totes Holz gehackt, häufig sind dabei auch Jungvögel aus vorangegangenen Bruten beteiligt. Die Nisthöhlen finden sich fünf bis 18 Meter über dem Erdboden. Sie wenden bis zu sechs Wochen auf, um die Nisthöhle zu zimmern. Der Kleine Honiganzeiger und möglicherweise auch der Schwarzkehl-Honiganzeiger sind Brutparasiten des Weißohr-Bartvogels.
Die Fortpflanzungszeit beginnt gegen Ende der Hauptregenzeit. Das Gelege besteht aus zwei bis sechs Eiern. Die Brutzeit beträgt 14 bis 18 Tage. Neben beiden Elternvögel sind auch ältere Jungvögel an der Bebrütung beteiligt. Der Wechsel zwischen brütenden Vögeln erfolgt in Intervallen von 10 bis 20 Minuten. Nach dem Schlupf sind Elternvögel und die älteren Jungvögel am Füttern der Nestlinge beteiligt. In der Regel wird pro Stunde zwischen acht- und zwanzigmal Nahrung zur Nisthöhle gebracht. Die Nestlingszeit beträgt etwa 39 Tage. Sowohl die Elternvögel als auch die Helfer ruhen während der Nacht in der Nisthöhle. Es ist bislang nicht bekannt, ob Jungvögel beider Geschlechter im ersten Lebensjahr in der Nähe der Elternvögel bleiben und bei der Aufzucht der nächsten Brut helfen.

## Belege